# Joachim Ernst van Sleeswijk-Holstein-Sonderburg-Plön
Joachim Ernst van Sleeswijk-Holstein-Sonderburg-Plön (Sonderburg, 29 augustus 1595 - Plön, 5 oktober 1671) was van 1622 tot aan zijn dood hertog van Sleeswijk-Holstein-Sonderburg-Plön. Hij behoorde tot het huis Sleeswijk-Holstein-Sonderburg.

## Levensloop
Joachim Ernst was de tweede zoon van hertog Johan van Sleeswijk-Holstein-Sonderburg en diens tweede echtgenote Agnes Hedwig, dochter van vorst Joachim Ernst van Anhalt en weduwe van keurvorst August van Saksen. Na zijn opleiding maakte hij een grand tour door de Republiek der Zeven Verenigde Nederlanden, Engeland, Frankrijk en Italië. In 1617 vocht hij aan de zijde van aartshertog Ferdinand III van Oostenrijk in de Uskokoorlog tegen de Republiek Venetië.
Na de dood van zijn vader in 1622 werd het hertogdom Sleeswijk-Holstein-Sonderburg verdeeld tussen Joachim Ernst en zijn vier halfbroers. Joachim Ernst kreeg het bezit over het hertogdom Sleeswijk-Holstein-Sonderburg-Plön, dat onder meer bestond uit de ambten Ahrensbök en Reinfeld, die geseculariseerde kloostergronden bevatten. Zijn gebieden werden later uitgebreid met Kleveez (1637), Pehmen (1638) en Stocksee (1649). In 1632 gaf hij de opdracht om de oude burcht van Plön te slopen, waarna hij van 1633 tot 1636 het Slot van Plön liet bouwen. Dit slot werd gebruikt als residentie en als regeringszetel.  
Onder de gezelschapsnaam de Zekere was Joachim Ernst eveneens lid van het Vruchtdragende Gezelschap. Op 1 januari 1671 werd hij door koning Christiaan V van Denemarken opgenomen in de Orde van de Olifant.
In oktober 1671 stierf hij op 76-jarige leeftijd.

## Huwelijk en nakomelingen
In 1633 huwde hij met Dorothea Augusta (1602-1682), dochter van hertog Johan Adolf van Sleeswijk-Holstein-Gottorp. Ze kregen acht kinderen:
- Johan Adolf (1634-1704), hertog van Sleeswijk-Holstein-Sonderburg-Plön
- August (1635-1699), hertog van Sleeswijk-Holstein-Sonderburg-Norburg
- Ernestina (1636-1696)
- Joachim Ernst II (1637-1700), hertog van Sleeswijk-Holstein-Sonderburg-Plön-Rethwisch
- Bernard (1639-1676), generaal in het Deense leger
- Agnes Hedwig (1640-1698), huwde in 1672 met hertog Christiaan van Sleeswijk-Holstein-Sonderburg-Glücksburg
- Karel Hendrik (1642-1655)
- Sophia Eleonora (1644-1729), huwde in 1666 met graaf Wolfgang Julius van Hohenlohe-Neuenstein